# Sistema di riferimento rotante
Un sistema di riferimento rotante è un caso particolare di sistema di riferimento non inerziale che ruota relativamente ad un sistema di riferimento inerziale. Un esempio di sistema di riferimento rotante è la superficie della Terra. (Questa voce considera solo sistemi che ruotano intorno ad un asse fisso).

## Interazioni apparenti
Tutti i sistemi di riferimento non inerziali manifestano interazioni apparenti; i sistemi di riferimento rotanti sono caratterizzati da tre forze:
- la forza centrifuga,
- la forza di Coriolis,

e, per sistemi di riferimento che ruotano in modo non uniforme,
- la forza di Eulero.

Gli scienziati in una scatola che ruota possono misurare la velocità e la direzione di una loro rotazione misurando queste forze apparenti. Ad esempio, Léon Foucault è stato in grado di mostrare la forza di Coriolis risultante dalla rotazione terrestre usando il pendolo di Foucault. Se la Terra ruotasse molto più velocemente, queste forze apparenti sarebbero percepite dagli esseri umani, come se si fosse su una giostra.

## Relazioni tra i sistemi rotanti e i sistemi stazionari
Di seguito è riportata la derivazione delle formule per le accelerazioni e delle interazioni apparenti in un sistema rotante. Comincia con la relazione tra le coordinate di una particella in un sistema rotante e le sue coordinate in un sistema inerziale (stazionario). In seguito, effettuando le derivate temporali, si ricavano le formule per la velocità e per l'accelerazione nei due sistemi. Usando queste accelerazioni, si identificano le interazioni apparenti, paragonando le due formulazioni della seconda legge di Newton corrispondenti ai due sistemi di riferimento.

### Relazione tra le posizioni nei due sistemi
Per ricavare queste interazioni apparenti, è utile saper passare dalle coordinate {\displaystyle \left(x',y',z'\right)} del riferimento rotante alle coordinate {\displaystyle \left(x,y,z\right)} di un sistema di riferimento inerziale con la stessa origine. Se la rotazione è intorno all'asse z con una velocità angolare costante {\displaystyle \Omega }, o {\displaystyle \theta (t){=}\Omega t}, e i due sistemi di riferimento coincidono al tempo {\displaystyle t=0}, si può scrivere la trasformazione dalle coordinate rotanti a quelle inerziali nel seguente modo:
{\displaystyle x=x'\cos \left(\theta (t)\right)-y'\sin \left(\theta (t)\right)}
{\displaystyle y=x'\sin \left(\theta (t)\right)+y'\cos \left(\theta (t)\right)}
mentre la trasformazione inversa è
{\displaystyle x'=x\cos \left(-\theta (t)\right)-y\sin \left(-\theta (t)\right)}
{\displaystyle y'=x\sin \left(-\theta (t)\right)+y\cos \left(-\theta (t)\right)}
Questo risultato può essere ottenuto da una matrice di rotazione.
Si introducono i versori {\displaystyle {\hat {\boldsymbol {\imath }}},\ {\hat {\boldsymbol {\jmath }}},\ {\hat {\boldsymbol {k}}}} rappresentanti i vettori della base canonica del sistema rotante. Le derivate temporali di tali versori sono riportati qui di seguito. Si supponga che i sistemi siano allineati a {\displaystyle t=0} e che l'asse {\displaystyle z} sia l'asse di rotazione. Allora per una rotazione in senso antiorario di angolo {\displaystyle \Omega t}:
{\displaystyle {\hat {\boldsymbol {\imath }}}(t)=(\cos \theta (t),\ \sin \theta (t))}
dove le componenti {\displaystyle (x,y)} sono espresse nel sistema stazionario. Analogamente,
{\displaystyle {\hat {\boldsymbol {\jmath }}}(t)=(-\sin \theta (t),\ \cos \theta (t))\ .}
Pertanto la derivata temporale di questi vettori, che ruotano senza variare di modulo, è 
{\displaystyle {\frac {\mathrm {d} }{\mathrm {d} t}}{\hat {\boldsymbol {\imath }}}(t)=\Omega (-\sin \theta (t),\ \cos \theta (t))=\Omega {\hat {\boldsymbol {\jmath }}}\ ;}
{\displaystyle {\frac {\mathrm {d} }{\mathrm {d} t}}{\hat {\boldsymbol {\jmath }}}(t)=\Omega (-\cos \theta (t),\ -\sin \theta (t))=-\Omega {\hat {\boldsymbol {\imath }}}\ ,}
dove {\displaystyle \Omega \equiv {\frac {\mathrm {d} }{\mathrm {d} t}}\theta (t)}. Questo risultato si trovava allo stesso modo con un prodotto vettoriale con il vettore di rotazione lungo l'asse di rotazione: {\displaystyle {\boldsymbol {\Omega }}=(0,\ 0,\ \Omega )}. Nello specifico,
{\displaystyle {\frac {\mathrm {d} }{\mathrm {d} t}}{\hat {\boldsymbol {u}}}={\boldsymbol {\Omega \times }}{\hat {\boldsymbol {u}}}\ ,}
dove {\displaystyle {\hat {\boldsymbol {u}}}} è o {\displaystyle {\hat {\boldsymbol {\imath }}}} o {\displaystyle {\hat {\boldsymbol {\jmath }}}}.

### Derivate temporali nei due sistemi
I versori {\displaystyle {\hat {\boldsymbol {\imath }}},\ {\hat {\boldsymbol {\jmath }}},\ {\hat {\boldsymbol {k}}}} rimangono normalizzati mentre ruotano. Se li facciamo ruotare alla velocità angolare {\displaystyle \Omega } intorno ad un asse {\displaystyle {\boldsymbol {\Omega }}} allora ciascun versore {\displaystyle {\hat {\boldsymbol {u}}}} del sistema di coordinate rotante soddisfa la seguente equazione:
{\displaystyle {\frac {\mathrm {d} }{\mathrm {d} t}}{\hat {\boldsymbol {u}}}={\boldsymbol {\Omega \times {\hat {u}}}}\ .}
Allora, se si ha una funzione vettoriale {\displaystyle {\boldsymbol {f}}}, 
{\displaystyle {\boldsymbol {f}}(t)=f_{x}(t){\hat {\boldsymbol {\imath }}}+f_{y}(t){\hat {\boldsymbol {\jmath }}}+f_{z}(t){\hat {\boldsymbol {k}}}\ ,}
e si vuole esaminare la sua derivata prima si ottiene (usando la regola del prodotto delle derivate):
{\displaystyle {\begin{aligned}{\frac {\mathrm {d} }{\mathrm {d} t}}{\boldsymbol {f}}&={\frac {\mathrm {d} f_{x}}{\mathrm {d} t}}{\hat {\boldsymbol {\imath }}}+{\frac {\mathrm {d} {\hat {\boldsymbol {\imath }}}}{\mathrm {d} t}}f_{x}+{\frac {\mathrm {d} f_{y}}{\mathrm {d} t}}{\hat {\boldsymbol {\jmath }}}+{\frac {\mathrm {d} {\hat {\boldsymbol {\jmath }}}}{\mathrm {d} t}}f_{y}+{\frac {\mathrm {d} f_{z}}{\mathrm {d} t}}{\hat {\boldsymbol {k}}}+{\frac {\mathrm {d} {\hat {\boldsymbol {k}}}}{\mathrm {d} t}}f_{z}\\&={\frac {\mathrm {d} f_{x}}{\mathrm {d} t}}{\hat {\boldsymbol {\imath }}}+{\frac {\mathrm {d} f_{y}}{\mathrm {d} t}}{\hat {\boldsymbol {\jmath }}}+{\frac {\mathrm {d} f_{z}}{\mathrm {d} t}}{\hat {\boldsymbol {k}}}+\left[{\boldsymbol {\Omega }}\times \left(f_{x}{\hat {\boldsymbol {\imath }}}+f_{y}{\hat {\boldsymbol {\jmath }}}+f_{z}{\hat {\boldsymbol {k}}}\right)\right]\\&=\left({\frac {\mathrm {d} {\boldsymbol {f}}}{\mathrm {d} t}}\right)_{r}+{\boldsymbol {\Omega \times f}}(t)\end{aligned}}}
dove {\displaystyle \left({\frac {\mathrm {d} {\boldsymbol {f}}}{\mathrm {d} t}}\right)_{r}} è il tasso di variazione di {\displaystyle {\boldsymbol {f}}} osservato nel sistema di coordinate rotante. Per abbreviare, la derivata viene espressa come:
{\displaystyle {\frac {\mathrm {d} }{\mathrm {d} t}}{\boldsymbol {f}}=\left[\left({\frac {\mathrm {d} }{\mathrm {d} t}}\right)_{r}+{\boldsymbol {\Omega \times }}\right]{\boldsymbol {f}}\ .}

### Relazione tra le velocità nei due sistemi
La velocità di un oggetto è la derivata temporale della posizione dell'oggetto, ovvero
{\displaystyle \mathbf {v} \ {\stackrel {\mathrm {def} }{=}}\ {\frac {\mathrm {d} \mathbf {r} }{\mathrm {d} t}}}
La derivata temporale di una posizione {\displaystyle {\boldsymbol {r}}(t)} in un sistema di riferimento rotante ha due componenti, una dalla dipendenza temporale esplicita dovuta al moto della particella stessa, e un'altra dalla rotazione propria del sistema. Applicando il risultato della sottosezione precedente allo spostamento {\displaystyle {\boldsymbol {r}}(t)}, le velocità nei due sistemi di riferimento sono correlati dall'equazione
{\displaystyle \mathbf {v_{i}} \ {\stackrel {\mathrm {def} }{=}}\ {\frac {\mathrm {d} \mathbf {r} }{\mathrm {d} t}}=\left({\frac {\mathrm {d} \mathbf {r} }{\mathrm {d} t}}\right)_{\mathrm {r} }+{\boldsymbol {\Omega }}\times \mathbf {r} =\mathbf {v} _{\mathrm {r} }+{\boldsymbol {\Omega }}\times \mathbf {r} \ ,}
dove il pedice {\displaystyle i} indica il sistema di riferimento inerziale, e {\displaystyle r} indica il sistema di riferimento rotante.

### Relazione tra le accelerazioni nei due sistemi
L'accelerazione è la derivata temporale seconda della posizione, o la derivata prima della velocità
{\displaystyle \mathbf {a} _{\mathrm {i} }\ {\stackrel {\mathrm {def} }{=}}\ \left({\frac {\mathrm {d} ^{2}\mathbf {r} }{\mathrm {d} t^{2}}}\right)_{\mathrm {i} }=\left({\frac {\mathrm {d} \mathbf {v} }{\mathrm {d} t}}\right)_{\mathrm {i} }=\left[\left({\frac {\mathrm {d} }{\mathrm {d} t}}\right)_{\mathrm {r} }+{\boldsymbol {\Omega }}\times \right]\left[\left({\frac {\mathrm {d} \mathbf {r} }{\mathrm {d} t}}\right)_{\mathrm {r} }+{\boldsymbol {\Omega }}\times \mathbf {r} \right]\ ,}
dove il pedice {\displaystyle i} indica il sistema inerziale. Effettuando le derivate e riordinando i termini si ricava l'accelerazione relativa al sistema rotante, {\displaystyle \mathbf {a} _{\mathrm {r} }}
{\displaystyle \mathbf {a} _{\mathrm {r} }=\mathbf {a} _{\mathrm {i} }-2{\boldsymbol {\Omega }}\times \mathbf {v} _{\mathrm {r} }-{\boldsymbol {\Omega }}\times ({\boldsymbol {\Omega }}\times \mathbf {r} )-{\frac {\mathrm {d} {\boldsymbol {\Omega }}}{\mathrm {d} t}}\times \mathbf {r} }
dove {\displaystyle \mathbf {a} _{\mathrm {r} }\ {\stackrel {\mathrm {def} }{=}}\ \left({\frac {\mathrm {d} ^{2}\mathbf {r} }{\mathrm {d} t^{2}}}\right)_{\mathrm {r} }} è l'accelerazione apparente nel sistema di riferimento rotante, il termine {\displaystyle -{\boldsymbol {\Omega }}\times ({\boldsymbol {\Omega }}\times \mathbf {r} )} rappresenta l'accelerazione centrifuga, e il termine {\displaystyle -2{\boldsymbol {\Omega }}\times \mathbf {v} _{\mathrm {r} }} è l'accelerazione di Coriolis. L'ultimo termine ({\displaystyle -{\frac {\mathrm {d} {\boldsymbol {\Omega }}}{\mathrm {d} t}}\times \mathbf {r} }) è l'accelerazione di Eulero ed è nulla nei sistemi rotanti uniformemente.

### La seconda legge di Newton nei due sistemi
Se l'espressione dell'accelerazione viene moltiplicata per la massa della particella, i tre termini extra al membro di destra portano a interazioni apparenti nel sistema di riferimento rotante; apparenti significa che hanno origine per il fatto che si è in un sistema di riferimento non inerziale, più che da un'interazione fisica tra corpi.
Usando il secondo principio di Newton {\displaystyle \mathbf {F} =m\mathbf {a} }, si ottiene:
- la forza di Coriolis

{\displaystyle \mathbf {F} _{\mathrm {Coriolis} }=-2m{\boldsymbol {\Omega }}\times \mathbf {v} _{\mathrm {r} }}
- la forza centrifuga

{\displaystyle \mathbf {F} _{\mathrm {centrifuga} }=-m{\boldsymbol {\Omega }}\times ({\boldsymbol {\Omega }}\times \mathbf {r} )}
- e la forza di Eulero

{\displaystyle \mathbf {F} _{\mathrm {Eulero} }=-m{\frac {\mathrm {d} {\boldsymbol {\Omega }}}{\mathrm {d} t}}\times \mathbf {r} }
dove {\displaystyle m} è la massa dell'oggetto su cui agiscono queste forze apparenti. Si noti che tutte e tre le forze scompaiono quando il sistema non ruota, cioè quando {\displaystyle {\boldsymbol {\Omega }}=0\ .}
Per completezza, l'accelerazione inerziale {\displaystyle \mathbf {a} _{\mathrm {i} }} dovuta alle forze esterne impresse {\displaystyle \mathbf {F} _{\mathrm {imp} }} può essere determinata dalla forza totale nel sistema inerziale (non rotante) (ad esempio, la forza che viene da interazioni fisiche come l'elettromagnetismo) usando la seconda legge di Newton nel sistema inerziale:
{\displaystyle \mathbf {F} _{\mathrm {imp} }=m\mathbf {a} _{\mathrm {i} }}.
La legge di Newton nel sistema rotante quindi diventa:
{\displaystyle \mathbf {F_{r}} =\mathbf {F} _{\mathrm {imp} }+\mathbf {F} _{\mathrm {centrifuga} }+\mathbf {F} _{\mathrm {Coriolis} }+\mathbf {F} _{\mathrm {Eulero} }=m\mathbf {a_{r}} .}

## Forza centrifuga
In meccanica classica, la forza centrifuga è una forza associata alla rotazione. La forza centrifuga è una delle cosiddette forze apparenti, così chiamate perché, a differenza delle forze reali, non nascono da interazioni con altri corpi situati nell'ambiente della particella su cui agiscono. Invece, la forza centrifuga nasce dalla rotazione del sistema di riferimento all'interno del quale vengono fatte le osservazioni.

## Effetto Coriolis

In alto: nel sistema di riferimento inerziale, l'oggetto nero si muove in linea retta. Tuttavia, l'osservatore (punto rosso) fermo nel sistema rotante (in basso) vede l'oggetto come se seguisse una curva.

L'espressione matematica per la forza di Coriolis è apparsa in un articolo del 1835 scritto dallo scienziato francese Gaspard-Gustave Coriolis in connessione con l'idrodinamica, e anche nelle equazioni delle maree di Pierre Simon Laplace nel 1778. All'inizio del ventesimo secolo, il termine "forza di Coriolis" cominciò a venire usato in connessione con la meteorologia.

## Forza di Eulero
In meccanica classica, l'accelerazione di Eulero (che prende il nome da Eulero), anche detta accelerazione azimutale o accelerazione trasversale è un'accelerazione che appare quando il moto viene analizzato da un sistema di riferimento non uniformemente ruotante e la velocità angolare del sistema di riferimento non è costante. Questa voce si limita a trattare i sistemi di riferimento che ruotano intorno a un asse fissato.
La forza di Eulero è una forza apparente agente su un corpo correlata all'accelerazione di Eulero da {\displaystyle \mathbf {F} =m\mathbf {a} }, dove  {\displaystyle \mathbf {a} } è l'accelerazione di Eulero e {\displaystyle m} è la massa del corpo.